# Konvalinkový vrch
Konvalinkový vrch je pískovcový vrch o výšce 290 m n. m. Nachází se v okrese Česká Lípa severozápadním směrem od obce Staré Splavy. Na jeho vrcholu stával malý hrad. Kopec byl do roku 212 chráněn jako stejnojmenná přírodní památka. Přírodní památka byla zrušena v roce 2012 a její území bylo zahrnuto do národní přírodní památky Jestřebské slatiny.

## Popis lokality
Samotný Konvalinkový vrch s nadmořskou výškou 260–291 metrů geomorfologicky spadá do celku Ralská pahorkatina, podcelku Dokeská pahorkatina, okrsku Jestřebská kotlina a podokrsku Jestřebská rovina.

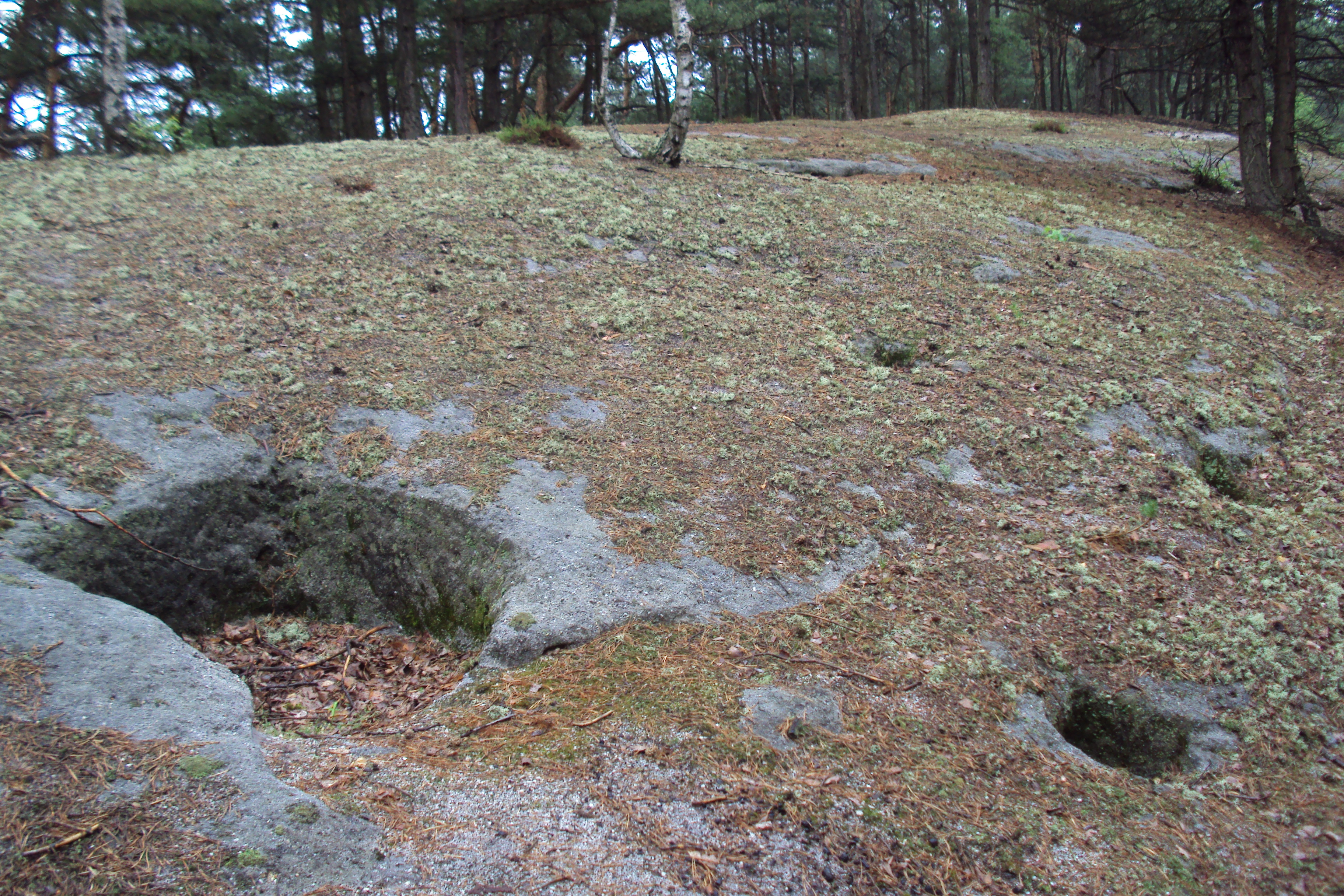
Temeno Konvalinkového vrchu s otvory po stavbě

Rozloha přírodní památky byla 3,02 ha, výška je od 260 do 291 m n. m., nad okolním terénem je 30 metrů. Roste zde borový les s výskytem borovice lesní, modřínu opadavého, smrku ztepilého a břízy bělokoré. Z květeny mimo rojovníku zde roste tučnice česká a prstnatec český. Ze zástupců fauny zde bylo zaznamenáno 20 druhů ptáků, dále zmije obecná a ještěrka živorodá. Louky v okolí jsou od roku 1990 koseny. Vrch půdorysně oválného tvaru je z třetiny na katastru 659 061 obce Jestřebí, zbytek v katastru 628 212 Doksy u Máchova jezera.
Protože na úpatí vrchu navazují chráněné louky Slunečného dvora, mají obě chráněná území společnou informační tabuli. Na vrcholu skály jsou dobře patrné vytesané otvory po stavbě hradu.

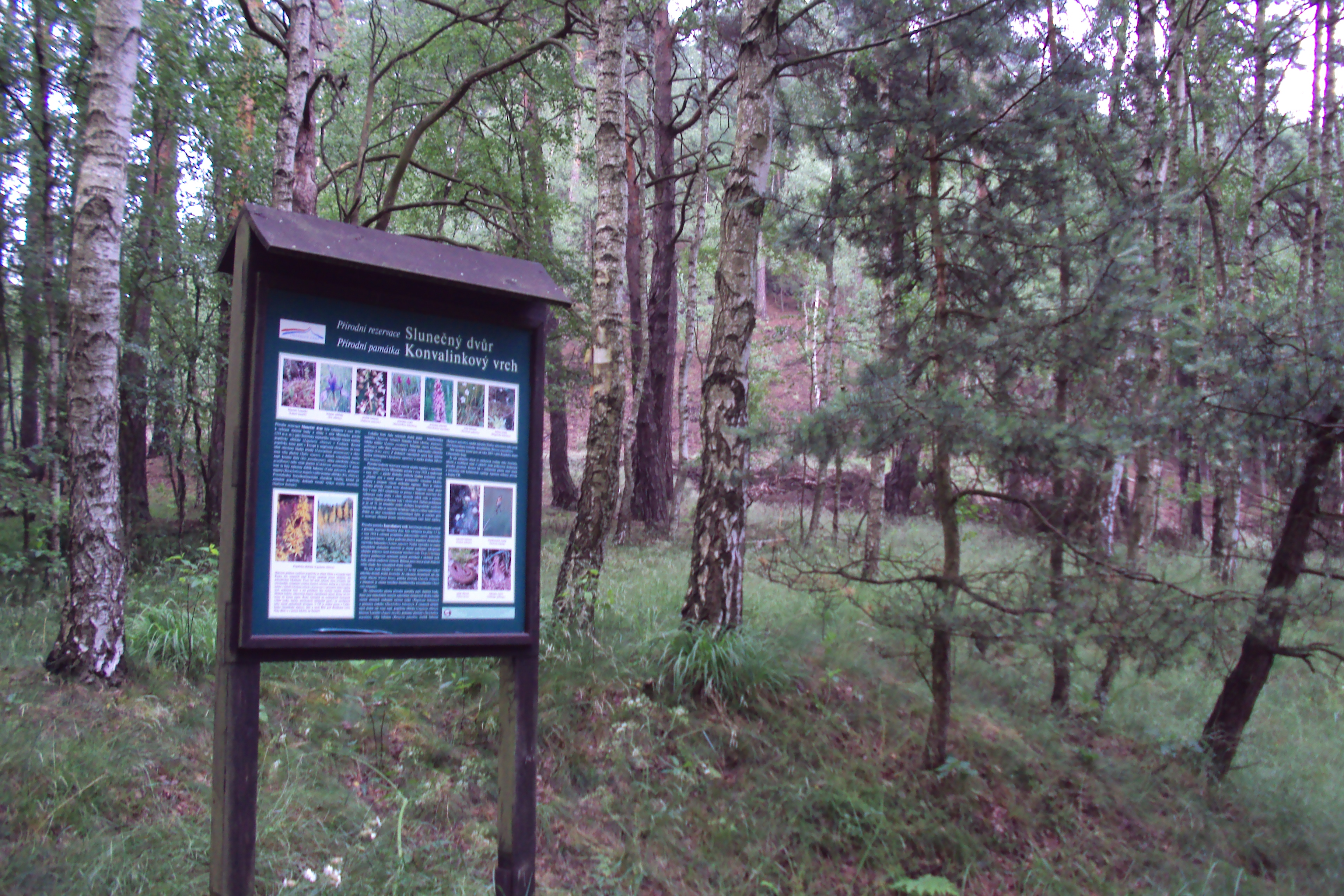
Společná tabule památky i rezervace

## Dostupnost
Zhruba 150 m od severovýchodního okraje památky vede železniční trať 080, nejbližší zastávky jsou Staré Splavy (3 km) a Jestřebí (2 km). Zhruba 250 metrů severně vede modře značená turistická cesta ze Starých Splavů do Jestřebí. Přímo k vrchu značená cesta není.

## Hrad
Na Konvalinkovém vrchu objevil v roce 1969 amatérský historik Petr Randus zbytky blíže neznámého dřevěného hradu, jehož existence je na základě archeologického výzkumu datována do období od druhé poloviny 13. století do počátku 14. století. Na lokalitě ve výšce 290 m jsou viditelné pouze stopy po úpravě skály, jakékoliv náznaky vnitřní zástavby nejsou patrné. Na mapě z roku 1846 byl hrad zakreslen pod názvem Wüste Schloss (Pustý zámek). Je možné, že hrad na Konvalinkovém vrchu byl předchůdcem blízkého hradu Jestřebí. Další možností je, že šlo o manské sídlo Hákov, patřící k Bezdězu.